# Leichtathletik-Europameisterschaften 1969/Speerwurf der Frauen

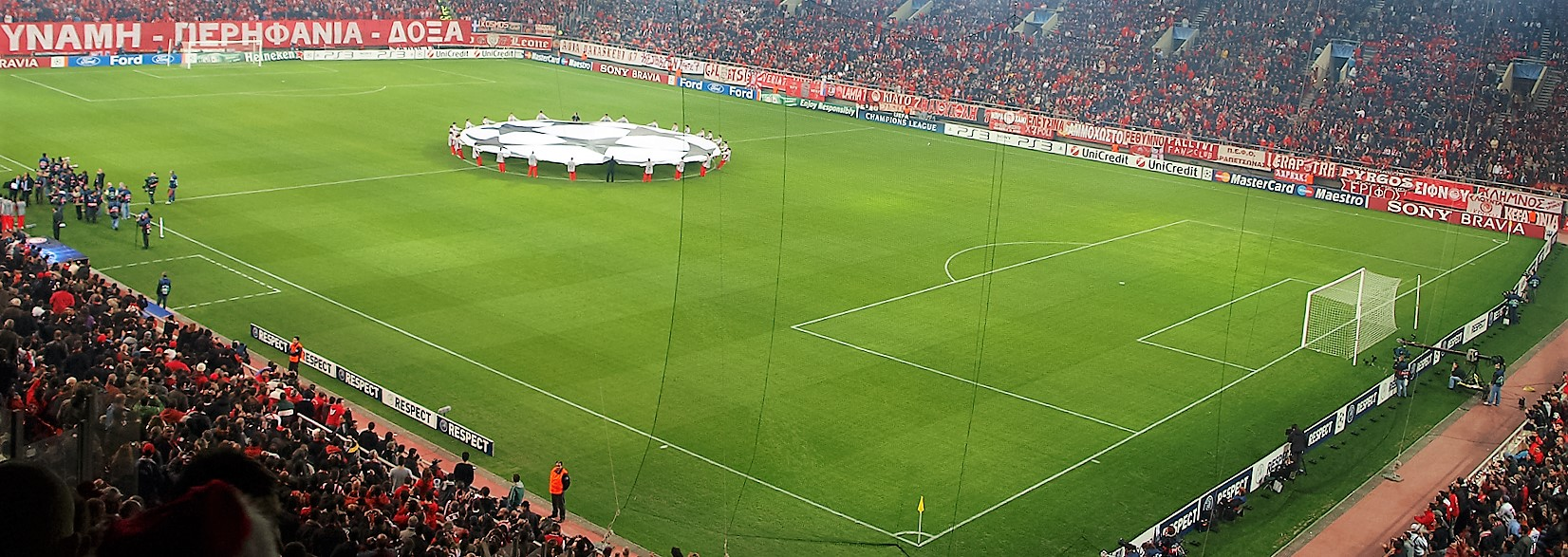
Das Karaiskakis-Stadion im Jahr 2009

Der Speerwurf der Frauen bei den Leichtathletik-Europameisterschaften 1969 wurde am 18. September 1969 im Athener Karaiskakis-Stadion ausgetragen.
Hier gab es einen ungarischen Doppelsieg. Europameisterin wurde die Olympiasiegerin von 1968 Angéla Ránky – im Jahr zuvor war sie noch unter ihrem Namen Angéla Németh gestartet. Magda Vidos gewann die Silbermedaille. Bronze ging an die sowjetische Werferin Walentina Ewert.

## Rekorde

### Bestehende Rekorde
| Weltrekord   | 62,40 m | Jelena Gortschakowa | OS Tokio, Japan     | 16. Oktober 1964  |
| Europarekord | 62,40 m | Jelena Gortschakowa | OS Tokio, Japan     | 16. Oktober 1964  |
| EM-Rekord    | 59,70 m | Marion Lüttge       | EM Budapest, Ungarn | 2. September 1966 |

### Rekordverbesserung
Die ungarische Europameisterin Angéla Ránky verbesserte den bestehenden EM-Rekord im Wettbewerb am 18. September um sechs Zentimeter auf 59,76 m. Zum Welt- und Europarekord fehlten ihr 2,64 m.

## Durchführung
Wie in allen anderen Wurfdisziplinen entfiel die eigentlich vorgesehene Qualifikation – im Speerwurf geplant für den 17. September 1969, 10:00 Uhr – wegen der geringen Anzahl von Athletinnen. Nur zehn Werferinnen nahmen teil.

## Finale

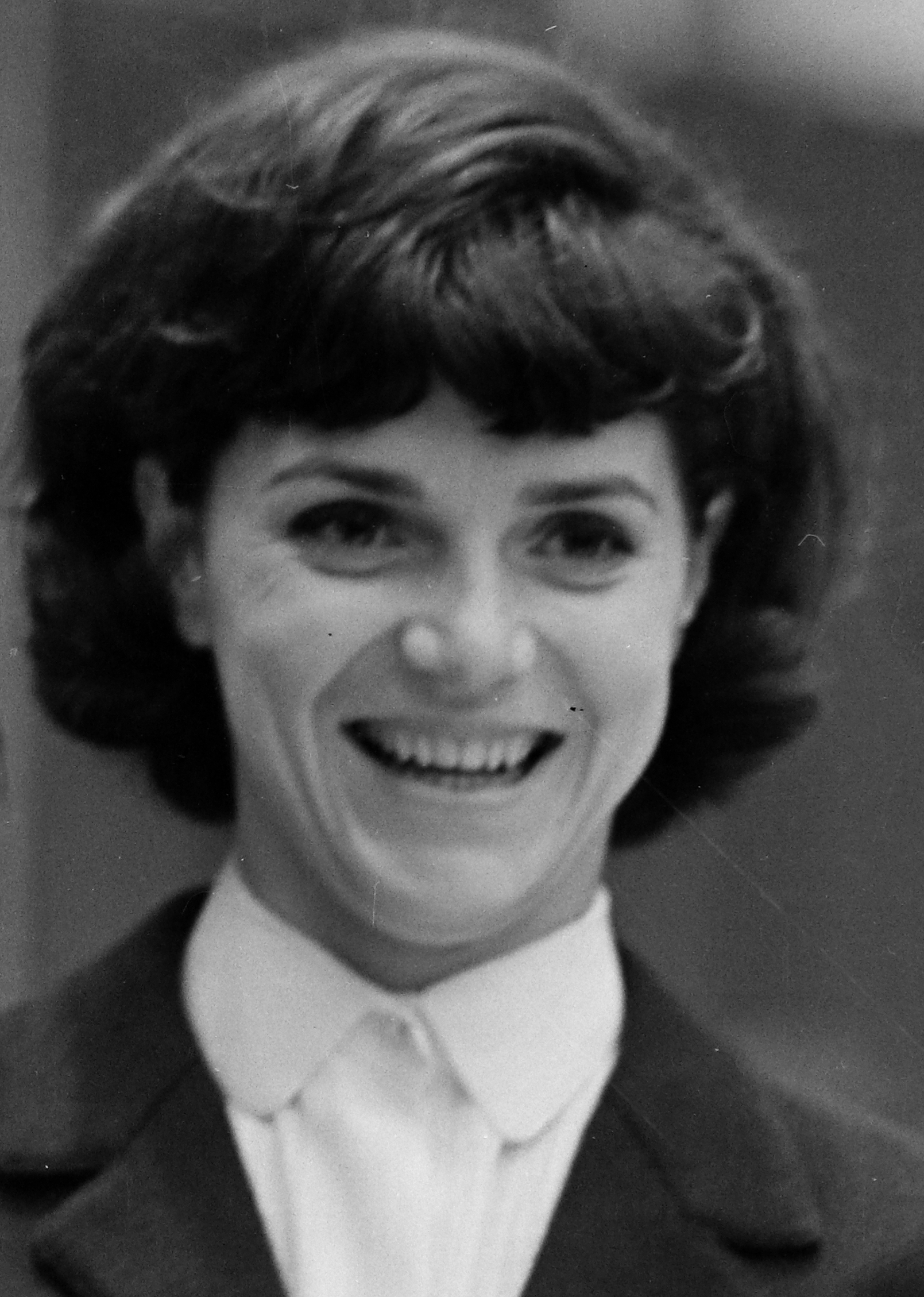
Im Jahr nach ihrem Olympiasieg – damals als Angéla Németh – nun der EM-Titel für Angéla Ránky
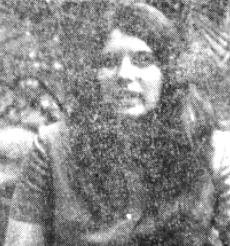
Platz vier für die Olympiasechste von 1968 Nataša Urbančič – auch 1966 hatte sie das EM-Finale erreicht, war dort jedoch ohne gültigen Versuch geblieben

18. September 1969, 15.00 Uhr
| Platz | Name             | Nation      | Weite (m) |
| ----- | ---------------- | ----------- | --------- |
| 1     | Angéla Ránky     | Ungarn      | 59,76 CR  |
| 2     | Magda Vidos      | Ungarn      | 58,80     |
| 3     | Walentina Ewert  | Sowjetunion | 56,56     |
| 4     | Nataša Urbančič  | Jugoslawien | 55,68     |
| 5     | Nina Marakina    | Sowjetunion | 55,34     |
| 6     | Daniela Jaworska | Polen       | 55,16     |
| 7     | Marion Lüttge    | DDR         | 53,76     |
| 8     | Cecylia Bajer    | Polen       | 50,54     |
| 9     | Wera Sawinkowa   | Sowjetunion | 46,88     |
| 10    | Arja Mustakallio | Finnland    | 40,80     |

## Video
- European Athletics Finals (1969), Bereich: 0:49 min bis 0:59 min, youtube.com, abgerufen am 24. Juli 2022